# Hans Gerd Techow
Hans Gerd Techow (* 30. Januar 1905 in Berlin; † 29. Juli 1992 in Mühltal) war ein deutscher Publizist, Jurist und Verleger. Er war an der Planung des Attentats auf Walther Rathenau beteiligt, bei dem sein Bruder Ernst Werner Techow den Tatwagen steuerte.

## Leben
Techow stand der Berliner Ortsgruppe des 1919 gegründeten Deutschnationalen Jugendbundes vor und schloss sich noch als Gymnasiast 1919 den Freikorps an. Er wurde Mitglied der Brigade Ehrhardt und nahm am Kapp-Putsch teil, wobei er als Ordonnanz für Botendienste in der Reichskanzlei eingesetzt war. Bereits hier soll er den späteren Rathenau-Attentäter Erwin Kern kennengelernt haben. Anschließend wurde er Mitglied des Deutschvölkischen Schutz- und Trutzbundes und der rechtsextremen Terrororganisation Organisation Consul (O.C.), einer Nachfolgeorganisation der Brigade Ehrhardt. Nach eigenen Angaben war er dabei „Adjutant des Landesreferenten Preußen für die vormilitärische Jugenderziehung“.
Über seinen älteren Bruder wurde Techow in den engeren Kreis der Verschwörer und die Attentatsplanung gegen Walther Rathenau einbezogen. Nachdem ein Mitwisser gestanden hatte, wurde Techow am 27. Juni 1922, drei Tage nach dem Attentat, verhaftet. Der Staatsgerichtshof zum Schutze der Republik verurteilte ihn wegen Beihilfe zum Mord zu vier Jahren und einem Monat Gefängnis.
Nach seiner Freilassung im Juli 1926 wurde Techow 1927 Schriftleiter der Deutschen Front in Altona. Im März 1928 legte er die Reifeprüfung ab und nahm anschließend ein Jurastudium in Berlin auf, das er im Dezember 1933 mit dem Ersten Staatsexamen abschloss. Sofort nach seiner Haftentlassung hatte er sich Hermann Ehrhardts Bund Wiking angeschlossen und noch vor dessen Auflösung der als Tarnorganisation dienenden Freischar Schill. Er fungierte von Februar 1928 bis November 1930 als Scharkanzler der Freischar und wurde auch Bundeskanzler der Älterenorganisation der Freischar, des Bundes der Eidgenossen. Im Zusammenhang mit den Bombenanschlägen der Schleswig-Holsteinischen Landvolkbewegung wurden Techow und der Gründer der Freischar, Werner Laß, 1928 verhaftet und die Freischar in verschiedenen Städten an den Schulen verboten. Als 2. Schriftleiter hinter Karl Otto Paetel arbeitete er während der Herausgeberschaft von Laß und Ernst Jünger an der überbündischen Zeitschrift Die Kommenden mit. Nach Differenzen mit Laß, von dessen angeblich prokommunistischen Kurs er sich im März 1933 distanzierte, trat Techow im Herbst 1932 aus der Freischar aus.
Zu diesem Zeitpunkt war Techow als Mitglied der Berliner Gilde Teja bereits in der Deutschen-Akademischen Gildenschaft aktiv geworden. Er arbeitete zunächst nur im Presseamt, wurde aber 1933 nacheinander Führer der Bündischen Gildenschaft und Kanzler der Junggilden. Er sympathisierte Anfang der 1930er Jahre zwar mit dem Kreis um Ernst Niekisch, überführte nach 1933 aber die Gildenbewegung in SA und SS.
Von 1934 bis 1935 absolvierte Techow sein Referendariat am Kammergericht Berlin. Seit Juni 1932 gehörte er außerdem der HJ an. Er war im NSDStB, im Jugendreferat des Reichsinspekteurs der NSDAP Heinrich Haake und in der Reichsjugendführung tätig. 1935 wurde er Schriftleiter und Stellvertretender Geschäftsführer des Reichsverbandes des Adreß- und Anzeigenbuchgewerbes. Im März 1936 stellte er einen Aufnahmeantrag in die NSDAP, der 1938 rückwirkend zum 1. Mai 1937 bewilligt wurde (Mitgliedsnummer 6.937.656). Nach seinem Ausscheiden aus der HJ 1943 trat er der SA bei. Schon seit 1928 und bis 1942 gehörte er außerdem dem NSRB und von 1939 bis 1945 der NSV an.
Nach dem Zweiten Weltkrieg lebte Techow als Verleger in Darmstadt.

## Schriften
- (Hrsg.): Der Gedankenkreis der Deutschen Gildenschaft. Weg und Bekenntnis deutscher Burschen. Eigenverlag der Deutschen Gildenschaft, Berlin 1934.
- Wer? Was? Wo? E. Müller, Berlin 1939.
- ABC des Adreßgewerbes. E. Müller, Berlin 1940.
- Gilde und Gildenschafter. Vortrag, gehalten am 11. Januar 1965 aus Anlaß des 40. Stiftungsfestes der Gilde Widukind zu Münster., [S.l.] 1965.

Sowie zahlreiche Aufsätze in Der Jungdeutsche, Deutsche Zeitung, Der Vormarsch, Die Kommenden, Der Angriff.